# Praesidium
Praesidium (łac. Diocesis Praesidiensis) – stolica historycznej diecezji we Cesarstwie rzymskim w prowincji Byzacena, współcześnie Henchir-Gourghebi w Tunezji. Obecnie katolickie biskupstwo tytularne.

## Biskupi
| Lp. | Biskup             | Funkcja                                             | Od              | Do              |
| --- | ------------------ | --------------------------------------------------- | --------------- | --------------- |
| 1   | Giuseppe Carata    | biskup pomocniczy Trani-Barletta-Bisceglie (Włochy) | 17 maja 1965    | 8 kwietnia 1967 |
| 2   | Władysław Miziołek | biskup pomocniczy warszawski                        | 19 lutego 1969  | 12 maja 2000    |
| 3   | Roger Gries        | biskup pomocniczy Cleveland (USA)                   | 3 kwietnia 2001 |                 |